# Killer adios
Killer adios è un film del 1968 diretto da Primo Zeglio.

## Trama
Jess Bryan, un giovane che torna nel suo paese natale dopo dieci anni dopo aver trovato e ucciso l'assassino dei suoi genitori, una volta lì decide di aiutare lo sceriffo per indagare su una serie di delitti.